# Condado de Knox (Ohio)
El condado de Knox es uno de los 88 condados del Estado estadounidense de Ohio. La sede del condado es Mount Vernon, y su mayor ciudad es Mount Vernon. El condado posee un área de 1.371 km² (los cuales 6 km² están cubiertos por agua), la población de 60.921 habitantes, y la densidad de población es de 40 hab/km² (según censo nacional de 2010). Este condado fue fundado en 1808.

## Geografía
Según la Oficina del Censo, el condado tiene un área total de 1,373 km², de la cual 1,360 km² es tierra y 11 km² (0.8%) es agua.

### Condados adyacentes
- Condado de Richland (norte)
- Condado de Ashland (noreste)
- Condado de Holmes (noreste)
- Condado de Coshocton (este)
- Condado de Licking (sur)
- Condado de Delaware (suroeste)
- Condado de Morrow (noroeste)

## Demografía
Según la Oficina del Censo en 2010, los ingresos medios por hogar en el condado eran de $45,645, y los ingresos medios por familia eran $55,881. Los hombres tenían unos ingresos medios de $41,762 frente a los $30,836 para las mujeres. La renta per cápita para el condado era de $21,204. Alrededor del 13.10% de la población estaban por debajo del umbral de pobreza.

## Municipalidades

### Ciudades
| - Mount Vernon |

### Villas
| - Centerburg - Danville - Fredericktown | - Gambier - Gann | - Martinsburg - Utica |

### Lugares designados por el censo
| - Apple Valley - Bladensburg | - Howard |

### Municipios
El condado de Knox está dividido en 22 municipios:
| - Berlin - Brown - Butler - Clay - Clinton - College - Harrison | - Hilliar - Howard - Jackson - Jefferson - Middlebury - Milford - Miller | - Monroe - Morgan - Morris - Pike - Pleasant - Union - Wayne |